# Негри, Франческо
Франческо Негри (известный, как Бессамонте) (итал. Francesco Negri, лат. Franciscus Nigrus; 1500, Бассано-дель-Граппа, Венецианская республика — 1563, Пиньчув) — итальянский монах-бенедиктинец, протестантский реформатор, богослов, поэт, писатель

.

## Биография
Родился в богатой купеческой семье. Получил гуманитарное образование. В марте 1517 года вступил в орден бенедиктинцев в монастыре Сан-Бенедетто-Полироне в Мантуе и получил там имя Симеоне. Позже служил в монастырях Падуи и Венеции, где познакомился и увлёкся идеями Лютера.
Около 1525 года стал протестантом, последователем кальвинизма, покинул монастырь, отправился в Аугсбург и Страсбург, продолжил изучать идеи У. Цвингли и М. Буцера, затем переехал в Кьявенну и Пиньчув в Польше, где было много европейских, в том числе итальянских, диссидентов и польских братьев. Работал ткачом, переводчиком, учителем, занимался писательским творчеством.
Тяжёлые условия жизни не помешали Негри создать свои первые литературные произведения, например Turcicarum rerum commentarius… ex Italico Latinus factus(1537), к которому Филипп Меланхтон написал предисловие. Этот труд имел большой издательский успех и принёс Негри известность. Затем, он написал свой самый важный труд, Tragedia del libero arbitrio («Трагедия свободы воли», 1545), который содержал нападки на католицизм и институт папства.
Обвинялся в анабаптизме. Склонялся к антитринитаризму.
Написал учебник латинской грамматики и гексаметрическую поэму Rhetia sive de situ et moribus Rhetorum (1547).
Умер от чумы.

## Избранные сочинения
- Turcicarum rerum commentarius Pauli Iouii episcopi Nucerini ad Carolum V imperatorem Augustum: ex Italico Latinus factus, Francisco Nigro Bassianate interprete. Origo Turcici imperij. Vitae omnium Turcicorum imperatorum. Ordo ac disciplina Turcicae militiae exactissime conscripta, eodem Paulo Iouio autore, Argentorati: ecxudebat VVendelinus Rihelius, 1537 (Argentorati: per Vvendelinum Rihelium, mense Septembri, 1537)
- Rudimenta grammaticae, ex auctoribus collecta, 1541
- Ovidianae metamorphoseos epitome per Franciscum Nigrum bassianatem collecta. Ad Gubertum Salicem iurisconsultum. Sanctarum interpres longe doctissime legum gloria non patrij parua Guberte soli, haec patiare precor tibi qualiacunque dicari scripta tui, quamuis candidus ipse, Nigri, Tiguri: excudebat Froschouerus, 1542
- Tragedia di Francesco Negri Bassanese intitolata, Libero arbitrio, Basilea: Johann Oporinus, 1546
- Rhetia, siue de situ & moribus Rhetorum: Francisco Nigro Bassanensi autore, Basileae (Basileae: ex officina Ioannis Oporini, 1547 mense Ianuario)
- Breuissima somma della dottrina christiana recitata da vn fanciullo. In domanda, et in risposta. Per Francesco Negro bassanese (ediz. stampata probabilmente a Basilea da Johnn. Oporinus intorno al 1550)
- De Fanini Faventini, ac Dominici Bassanensis morte, Qui nuper ob Christum in Italia Rom. Pon. iussu impie occisi sunt, Brevis Historia, Francisco Nigro Bassanensi authore, [Poschiavo?]: [Dolfino Landolfi?], 1550
- Ein warhaffte geschicht von zweyen herrlichen menneren Fanino von Fauentia vnd Dominico von Basana die auss geheyss Bapsts Julij dess dritten von wegen dess Heiligen Euangelions newlich in Italia getödt vnnd gemarteret sind. Durch Franciscum Nigrum von Basana in Italia in Latin beschriben vnnd yetz in Tütsch bracht, Getruckt zü Bern: by Matthis Biener, 1552
- Francisci Nigri bassanensis Canones grammaticales, siue latina syntaxis, in puerorum vsus e bonis autoribus collecta, a pluribus prioris impressionis erroribus repurgata, & nonnullis quidem in locis auctior, nonnullis vero etiam imminutior facta, per Ambrosium Ballistam, Pesclavii: apud Dolphinum Landolphum, 1555
- Liberum arbitrium, tragoedia Francisci Nigri Bassanensis, Nunc primum ad ipso authore latine scripta & edita, Geneva: apud Joannem Crispinum, 1559